# Causse de Sauvatèrra

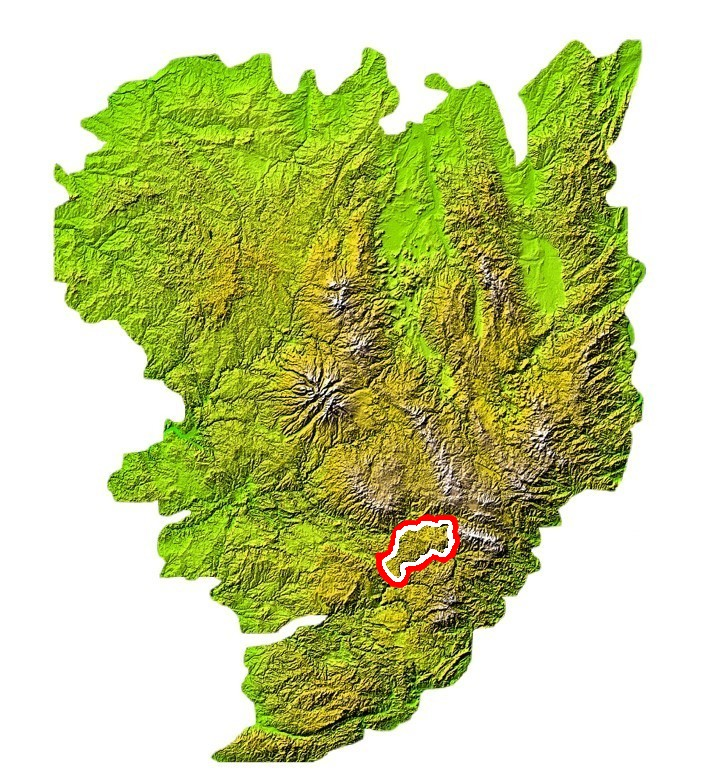
Situació del Causse de Salvatèrra al Massís Central

El Causse de Sauvatèrra (en francès Causse de Sauveterre) és el causse més septentrional dels Grands Causses. Es tracta d'un altiplà calcari que es troba al massís Central, entre els departaments del Losera i l'Avairon. Es troba a una altitud mitjana de 900 m i la seva superfície és d'uns 600 km². Es troba entre la vall de l'Òlt, al nord, i les gorges del Tarn, al sud, que el separen del Causse Mejan.
També és considerat un Parçan o comarca d'Occitània. Segons la proposta de divisió territorial d'Occitània del diari Jornalet, basada en l'obra de Frederic Zégierman Le Guide des pays de France, el Causse de Sauvatèrra  estaria ubicat a la regió del Llenguadoc, subregió del Gavaldà.
El Causse de Sauvatèrra està comprès en gran part.pel municipi de Santa Enimia (en occità, Senta Erémia).

## Enllaços externs

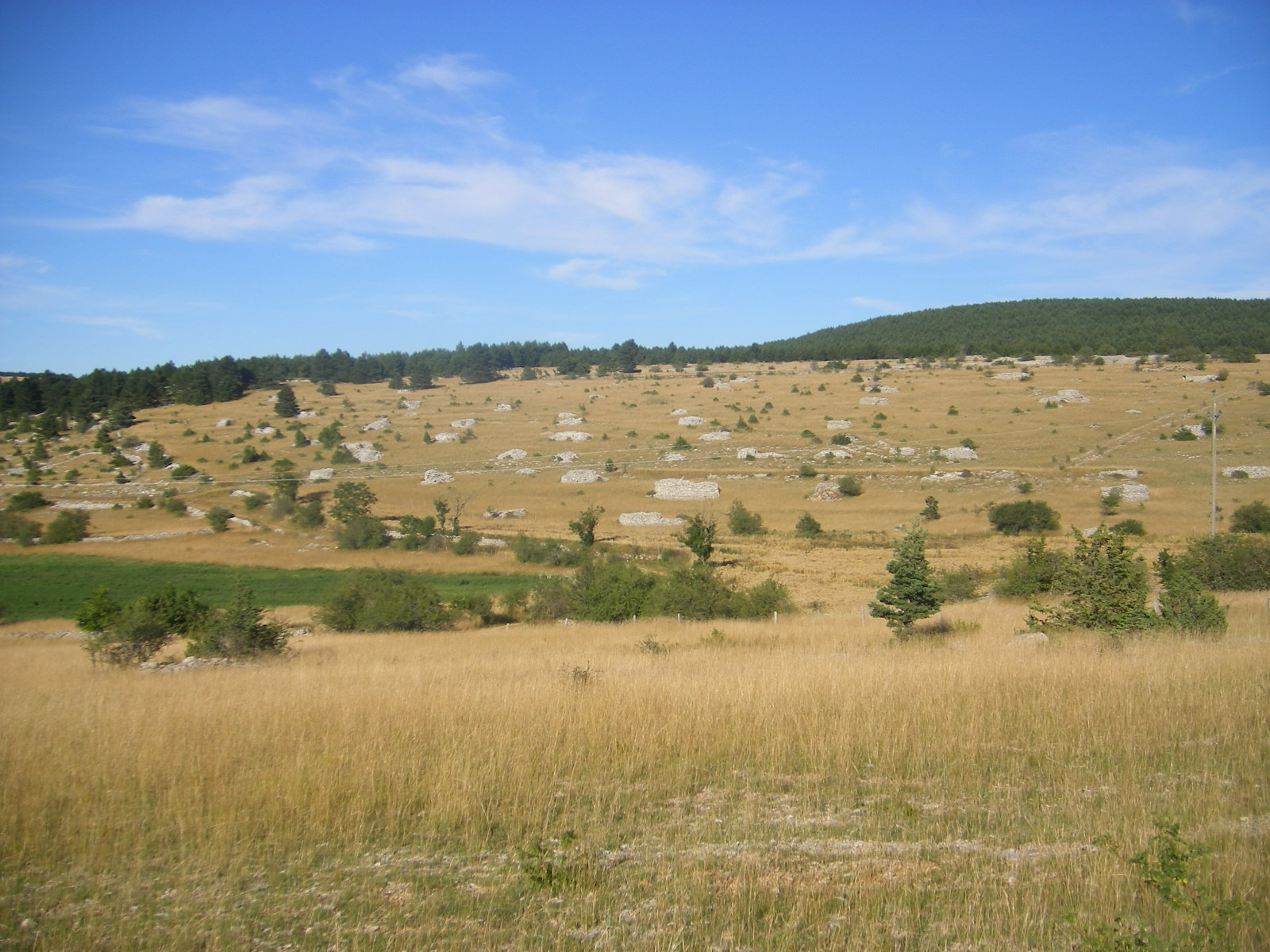
Vista del Causse de Salvatèrra